# Stadion WKS Gryf Wejherowo
Stadion WKS Gryf Wejherowo – stadion piłkarski w Wejherowie, w Polsce. Został wybudowany w latach 1924–1927. Może pomieścić 2500 widzów. Swoje spotkania rozgrywają na nim piłkarze klubu Gryf Wejherowo.